# Sinodonta basalis
Sinodonta basalis är en fjärilsart som beskrevs av Moore 1865. Sinodonta basalis ingår i släktet Sinodonta och familjen tandspinnare. Inga underarter finns listade i Catalogue of Life.